# Фридрих фон Дона (Аусиг)
Фридрих фон Дона (на немски: Friedrich zu Dohna; † 1426 при Аусиг/ Усти над Лабе, Чехия) е бургграф на Дона.
Той е син на Ото XIV фон Дона († 1385). Внук е на Ото „Хайде“ († 1336) и Аделхайд фон Шьонбург-Глаухау († 15 юни 1342). Правнук е на Ото III († сл. 3 декември 1321) и Гертруд фон Майсен († 1312/21). Праправнук е на Ото II († 1287) и първата му съпруга Кристиана фон Шварцбург († пр. 1282). Потомък е на бургграф Хайнрих II фон Дона († 1224/1225) и на Хайнрих фон Ротау бургграф на Дона (1144 – 1170).
Фридрих фон Дона е убит през 1426 г. в битката при Аусиг.

## Деца
Фридрих фон Дона има три сина:
- Зденко († ок. 1425)
- Ханс I фон Дона (* ок. 1408; † 15 октомври 1450/5 септември 1451), бургграф, господар на Ауербах (1436), женен пр. 1434 г. за Анна фон Валденбург (* ок. 1412; † сл. 5 септември 1451), наследничка на Волкенщайн, Шарфенщайн, Рауенщайн и Цшопау, дъщеря на Хайнрих фон Валденбург († 1446) и Констанца фон Плауен († сл. 1423)
- Фридрих († 1469), женен I. пр. 22 август 1455 г. за Анна, II. пр. 22 юни 1460 г. за Магдалена фон Ройс-Плауен